# 周六大挑戰
《周六大挑戰》是中華電視公司監製的台灣綜藝節目，2013年1月5日開播，台灣時間每週六20:00首播。主持人為吳宗憲、愛紗、劉品言; 小天使 （助理主持）為 Yumi(尹蓁晞)、小Du、蔡小潔。同年2月2日起於華視HD頻道起改以高畫質同步播出，於5月4日播出最後一集。

## 歷任主持人
- 第一任：2013年1月5日－2013年4月6日：吳宗憲、劉品言、愛紗
- 第二任：2013年4月13日－2013年5月4日：吳宗憲、愛紗

## 節目內容

### 拍的奇幻旅程
參賽隊伍分別由吳宗憲所領軍的「憲憲隊」、以及其他兩位主持人所領軍的「主持人隊」，各自持有一台平板電腦，開啟平板電腦上的通訊軟體，接收周六大挑戰製作總部所發出的「特搜照(影)片」，根據「特搜照(影)片」上的新奇美食、美景、特殊人事物進行搜索的遊戲。
搜尋到「特搜照(影)片」上的新奇美食、美景、特殊人事物後，需與特搜主題合照，並上傳至周六大挑戰製作總部，由總部審核過關，才算成功。隨後，總部會再發送下一張「特搜照(影)片」給該隊再度進行特搜任務。
搜尋任務中，必然會適時加入許多綜藝效果或橋段以增加節目的可看性與趣味性。當然也可以適時的置入商品、景點等等。
特搜過程中若遇瓶頸，每隊每集皆可向小天使申請求救一次，求救時，須先完成小天使交付的求救代價(綜藝小遊戲或幫商家達成某任務…等)。
當集越快完成特搜照片指定數量之隊伍即算獲勝，獲勝隊伍可獲得獎金50000元。

## 播出內容
| 播出日期      | 憲憲隊（10勝）                 | 愛紗隊（5勝）          | 言言隊（2勝）  | 比賽城市           | 贏家 （任務數目，其他隊伍有否找齊）    |
| 2013年1月5日  | 小嫻                           | 薛仕凌、坂本宗華       | 陳為民         | 台南               | 憲憲隊（三項，有）                     |
| 2013年1月12日 | 安心亞                         | NONO                   | 白雲           | 高雄               | 憲憲隊（三項，有）                     |
| 2013年1月19日 | 翁滋蔓                         | 馬國賢                 | 王彩樺         | 彰化               | 憲憲隊（五項，其他隊伍都沒有）         |
| 2013年1月26日 | 許慧欣                         | 艾莉絲                 | 阿龐           | 台中市             | 言言隊（五項，憲憲隊完成、愛紗隊沒有） |
| 2013年2月2日  | 蔡秋鳳、丫頭                   | 小馬                   | 馬國畢、曾之喬 | 桃園               | 憲憲隊（四項，有）                     |
| 2013年2月16日 | 豆花妹、范逸臣                 | 阿達、張艾亞           | 洪都拉斯       | 宜蘭               | 言言隊（四項，有）                     |
| 2013年2月23日 | 劉香慈                         | 張兆志                 | 唐從聖         | 新北市             | 愛紗隊（四項，言言隊完成、憲憲隊三項） |
| 2013年3月2日  | 包小松、洪棠                   | 高山峰                 | 夏克立         | 大台中             | 愛紗隊（四項，有）                     |
| 2013年3月9日  | 黃品源、雞排妹                 | 郭彥均、大飛           | 潘若迪         | 新竹               | 愛紗隊（四項，有）                     |
| 2013年3月16日 | 殷琦、貝兒                     | 洪天祥、黃鐙輝         | 阿布           | 基隆               | 愛紗隊（四項，言言隊完成、憲憲隊沒有） |
| 2013年3月23日 | NONO、暉倪                     | 張克帆、小優           | 阿Ben          | 苗栗               | 憲憲隊（四項，言言隊完成、愛紗隊沒有） |
| 2013年3月30日 | 林俊傑                         | 梁赫群(代班)、小嫻     | 馬國賢         | 台北               | 憲憲隊（四項，其他隊伍都沒有）         |
| 2013年4月6日  | 陳建寧、陳思函、 Terry、布孟璇 | 郭人豪、彤彤           | Ruby           | 宜蘭               | 憲憲隊（四項，愛紗隊完成、言言隊沒有） |
| 2013年4月13日 | 小馬、朱俐靜                   | 陳為民、Junior         |                | 桃園               | 憲憲隊（五項，有）                     |
| 2013年4月20日 | 張兆志、Stacy                  | 小嫻(代班)、白雲、荷希 | 新竹           | 憲憲隊（五項，有） |                                        |
| 2013年4月27日 | 民雄、馮媛甄                   | 徐小可、Kid            | 苗栗           | 愛紗隊（四項，有） |                                        |
| 2013年5月4日  | 馬國畢、朱海君、黃思婷         | 王仁甫、謝忻           | 新北市         | 憲憲隊（四項，有） |                                        |

## 收視率
| 1                                              | 2013年1月5日  | 0.58 | 4 |
| 2                                              | 2013年1月12日 | 0.55 | 4 |
| 3                                              | 2013年1月19日 | 0.86 | 3 |
| 4                                              | 2013年1月26日 | 0.62 | 4 |
| 5                                              | 2013年2月2日  | 0.55 | 4 |
| 2013年2月9日因播除夕除夕特別節目，暫停播出一次 |               |      |   |
| 6                                              | 2013年2月16日 | 0.52 | 4 |
| 7                                              | 2013年2月23日 | 0.56 | 4 |
| 8                                              | 2013年3月2日  | 0.68 | 4 |
| 9                                              | 2013年3月9日  | 0.38 | 4 |
| 10                                             | 2013年3月16日 | 0.59 | 4 |
| 11                                             | 2013年3月23日 | 0.62 | 4 |
| 12                                             | 2013年3月30日 | 0.57 | 4 |
| 13                                             | 2013年4月6日  | 0.82 | 4 |
| 14                                             | 2013年4月13日 | 0.48 | 4 |
| 15                                             | 2013年4月20日 | 0.64 | 4 |
| 16                                             | 2013年4月27日 | 0.64 | 4 |
| 17                                             | 2013年5月4日  | 0.49 | 4 |

- 同時段綜藝節目：中視《萬秀豬王》、台視《王子的約會》、民視《明日之星Super Star》
- 資料來源：凱絡媒體週報

## 外部連結
- 華視《周六大挑戰》官方網站（页面存档备份，存于）
- 華視《周六大挑戰》官方討論區
- 華視《周六大挑戰》官方Facebook （页面存档备份，存于）

## 節目的變遷
| 華視 星期六 20:00~22:00                                                                 | 華視 星期六 20:00~22:00              | 華視 星期六 20:00~22:00 |
| --------------------------------------------------------------------------------------- | ------------------------------------ | ----------------------- |
|                                                                                         | 周六大挑戰 （2013.01.05~2013.05.04） |                         |
| 亞洲天團爭霸戰 （2012.05.18-2012.12.15） 憲在你要吃什麼(重播) (2012.12.22 - 2012.12.29) | Woman愛旅行                          |                         |